# Champsodon nudivittis
Champsodon nudivittis és una espècie de peix marí pertanyent a la família dels campsodòntids i a l'ordre dels perciformes.

## Descripció
El cos, allargat, fa 11 cm de llargària màxima. 4-6 espines i 18-23 radis tous a les dues aletes dorsals i 16-21 radis tous a l'anal. Aleta caudal forcada. Aletes pectorals amb 12-16 radis tous i pelvianes amb 1 espina i 5 radis tous. Mentó sense escates. Filera de 5-9 parells de papil·les sensorials a la superfície dorsal del cap (des del musell fins a l'espai interorbitari). Les papil·les sensorials que hi ha entre els ulls no es troben disposades en un semicercle. Dues línies laterals contínues. 11-14 branquiespines.

## Alimentació
El seu nivell tròfic és de 3.

## Hàbitat i distribució geogràfica
És un peix marí, pelàgic (entre 0 i 335 m de fondària), oceànic i de clima tropical, el qual viu a la conca Indo-Pacífica: el talús i la plataforma continentals del mar Roig, Madagascar, les illes Filipines (incloent-hi el mar de Samar i el golf de Lingayen), Indonèsia, Papua Nova Guinea i Austràlia (Austràlia Occidental, el Territori del Nord, Queensland i Nova Gal·les del Sud). La seua introducció a la mar Mediterrània (el primer registre del qual es té constància és de l'any 2008 al golf d'Iskenderun, Turquia) és encara motiu de controvèrsia: o bé és producte d'una colonització des del mar Roig via el Canal de Suez o bé va entrar a la Mediterrània a través de l'aigua de llast d'algun vaixell. Així, cap a l'any 2011, ja s'havia estés fins a Israel i el 2012 ja era present al sud-est de la mar Egea ( Rodes) la qual cosa suggereix una expansió ràpida d'aquesta espècie al llarg de les costes orientals de la Mediterrània.

## Observacions
És inofensiu per als humans i el seu índex de vulnerabilitat és baix (10 de 100).